# Terrorizer
Terrorizer – amerykańska grupa muzyczna wykonująca death metal/grindcore. Powstała w 1987 roku w Los Angeles w stanie Kalifornia (USA). Grupa istniała w latach 1987–1988, rejestrując tylko jeden album, wydany w 1989 roku niedługo po zakończeniu działalności. 
Terrorizer reaktywowano w 2005 roku z inicjatywy Jessego Pintado oraz Pete'a Sandovala. 22 sierpnia 2006 roku ukazał się drugi album pt. Darker Days Ahead, następnie po kilku dniach zmarł Jesse Pintado.  Na początku grudnia 2011 roku Pete Sandoval po odbytej rekonwalescencji po operacyjnej ogłosił powrót do gry na perkusji i przy okazji ogłosił ukazanie się (w lutym 2012 r.) nowego albumu tejże grupy pt. Hordes of Zombies.

## Muzycy
| Obecny skład zespołu - Pete Sandoval – perkusja,(1987–1988, 2005–2006, od 2009) - David Vincent – gitara basowa (1988, 2005–2006, 2011–2013, od 2023) - Richie Brown – gitara (od 2023) - Brian Werner – wokal (od 2023) |  | Byli członkowie zespołu - Alfred "Garvey" Estrada – gitara basowa (1987–1988) - Jesse Pintado (zmarły) – gitara (1987–1988, 2005–2006) - Oscar Garcia – wokal, gitara (1987–1989) - Carlos Reveles – gitara basowa (1988–1989) - Tony Norman – gitara basowa (2005–2006, 2009–2011) - Anthony "Wolf" Rezhawk – wokal (2005–2006, 2009–2011) - Katina Culture – gitara (2009–2013) - Sam Molina – gitara basowa, wokal (2013–2023) - Lee Harrison – gitara (2013–2023) |

## Dyskografia
| Albumy studyjne - World Downfall (1989, Earache Records) - Darker Days Ahead (2006, Century Media Records) - Hordes of Zombies (2012, Season of Mist) |  | Dema - Nightmares (1987, wydanie własne) - Demo '87 (1988, wydanie własne) |